# Orde van de Republiek (Volksrepubliek Toeva)
De Orde van de Republiek werd in 1941 ingesteld door de Volksrepubliek Toeva, die later onderdeel van de Sovjet-Unie zou worden. De orde was de opvolger van de Orde van Verdienste voor de Nationale Revolutie die in 1935 was gesticht en sinds 1936 ook Orde van de Republiek heette.
Het hier afgebeelde ordeteken van deze typisch socialistische orde werd in 1943 aan Stalin uitgereikt. Het is een ovale zilveren schild met een afbeelding van een ruiten op een kaart van Toeva en daaromheen de gebruikelijke communistische ornamenten zoals hamer en sikkel, korenschoven, rode ster, graan en een rode vlag.